# Hasslö och Aspö landskommun
Hasslö och Aspö landskommun var en kommun i Blekinge län.

## Administrativ historik
Den 1 maj 1888, parallellt med motsvarande förändringar av berörda församlingar, bröts detta område ut ur Nättraby respektive Förkärla landskommuner (båda i Medelstads härad) och de bildade då en gemensam ny kommun. Den upplöstes 1926, då den delades upp i kommunerna Aspö och Hasslö.
Området ingår numera i Karlskrona kommun.